# Am-stjärna
En stjärna av typ Am-stjärna eller metallstrålande typ är en kemiskt ovanlig stjärna av spektraltyp A vars spektrum har starka och ofta varierande absorptionslinjer av metaller som zink, strontium, zirkonium och barium och underskott av andra, som kalcium och skandium. Dessa abnormiteter beror på att vissa grundämnen, som absorberar mer ljus, skjuts mot ytan medan andra sjunker ner på grund av tyngdkraften. Denna effekt sker endast om stjärnan har låg rotationshastighet.
Normalt roterar stjärnor av typ A snabbt. De flesta Am-stjärnor utgör en del av en dubbelstjärna där stjärnornas rotation har bromsats av tidvatteneffekten.
Den mest kända metallstrålande stjärnan är Sirius (α Canis Majoris). I följande tabell visas några metallinjestjärnor ordnade efter skenbar magnitud. 
| Namn      | Bayer eller annan beteckning | Skenbar magnitud |
| --------- | ---------------------------- | ---------------- |
| Sirius A  | α Canis Majoris A            | −1.47            |
| Castor Ba | α Geminorum Ba               | 2.96             |
|           | Alfa Volantis                | 4.00             |
| Acubens A | Sertan                       | 4.26             |
| Kurhah    | Xi Cephei                    | 4.29             |
|           | Theta1 Crucis                | 4.30             |
|           | Pi Virginis                  | 4.64             |
|           | 2 Ursae Majoris              | 5.46             |
|           | Tau3 Gruis                   | 5.72             |
|           | WW Aurigae                   | 5.82             |